# Zorica Jevremović
Zorica Jevremović cyr Зорица Јевремовић, też jako: Zorica Jevremović-Munitić (ur. 22 sierpnia 1948 w Ražanju, zm. 5 października 2023 w Belgradzie) – jugosłowiańska i serbska reżyserka teatralna, dramaturg, teoretyk teatru i działaczka na rzecz praw człowieka.

## Życiorys
Urodziła się w Ražanju, w dzieciństwie wraz z rodzicami przeniosła się do Belgradu. W czasie studiów na Wydziale Sztuk Dramatycznych w Belgradzie poznała reżysera Ranko Muniticia, za którego wyszła za mąż w maju 1971. Po ślubie wyjechali do Zagrzebia, skąd wkrótce powrócili do Belgradu, gdzie Zorica ukończyła studia. Mieszkała w Belgradzie do 2009, kiedy umarł jej mąż.
W czasach komunistycznej Jugosławii pracowała jako dramaturg i reżyser teatralny współpracując z niewielkimi grupami teatralnymi i filmowymi (KPGT, Art-film, Nova osećajnost), a w latach 90. z grupą Preduzeće za pozorišne poslove. Była autorką książek poświęconych sztuce teatralnej i sztuce multimedialnej. Działała w Stowarzyszeniu Pisarzy Serbskich i Stowarzyszeniu Artystów Dramatycznych Serbii. Zaangażowała się w pomoc dla społeczności doświadczających społecznego wykluczenia: dzieci romskich, osób niewidomych i upośledzonych, a także kobiet doświadczających przemocy. W początkach lat 90. związała się ze środowiskiem antywojennym, działając w grupie Civilni pokret otpora i Beogradski krug.
Zmarła w Belgradzie 5 października 2023, pochowana trzy dni później na Nowym Cmentarzu w Belgradzie.

## Publikacje

### Książki
- 2000: Raspad sistema wyd. Belgrad
- 2001: Semiološki krugovi wyd. Nowy Sad
- 2001: Četiri predratne drame wyd. Nowy Sad
- 2006: Balada o devojačkom odelu wyd. Belgrad
- 2008: Pozorište kao stvaranje sveta, wyd. Belgrad
- 2021: Kao zaspala među leptirima: žena u drami, wyd. Belgrad

### Sztuki teatralne
- 1968: Na stanici
- 1971: Oj, Srbi’o, nigde lada nema
- 1973: Vukodlak iz Samarije
- 1987: Kopile 1948-1968
- 1991: Fjodorova devojčica
- 1994: Bajka bluz
- 1995: Put u nemoguće ili potraga za boginjom Klio
- 1997: Šaputave devojke I
- 1999: Šaputave devojke II
- 2004: Balada o devojačkom odelu